# Natuurreservaat Sjaunja
Het Natuurreservaat Sjaunja (Sjávnnjá) is het op een na grootste natuurreservaat van Zweden. Het ligt geheel binnen de gemeente Gällivare. Het is een natuurreservaat sinds 1986. Het reservaat maakt deel uit van het werelderfgoed Laponia.
Het natuurreservaat, dat bekendstaat om zijn vele soort vogels en insecten, heeft een oppervlakte van 285.000 hectare. Hiermee is het na Vindelfjällen het grootste beschermde natuurgebied van Zweden. Het ligt ingeklemd tussen meren aan de noord- en zuidzijde; aan de westzijde het hooggebergte van de grens Noorwegen en Zweden en aan de oostkant de denkbeeldige lijn Kiruna en Gällivare. Aan de overzijde van die lijn gaat het park trouwens bijna direct over in het Natuurreservaat Kaitum. Samen met het nationaal park Muddus en het natuurreservaat Stubba vormt het het grootste moerasgebied van Zweden.

## Bereikbaarheid
Het park is moeilijk bereikbaar. Langs de zuidgrens loopt een landweg vanuit Porjus (per bus te bereiken vanuit Gällivare), voor het overige is men aangewezen op de halteplaatsen van de Ertsspoorlijn: b.v. Kalixfors, Sjisjka, Lappberg, Kaitum, Fjällåsen en een landweg langs die spoorlijn.  